# Jason Dunford
Jason Dunford (Nairobi, 28 november 1986) is een Keniaanse zwemmer. Hij vertegenwoordigde zijn vaderland op de Olympische Zomerspelen 2008 in Peking en op de Olympische Zomerspelen 2012 in Londen, beide keren vormde hij samen met zijn broer David de Keniaanse zwemploeg.

## Carrière
Bij zijn internationale debuut, op de wereldkampioenschappen kortebaanzwemmen 2004 in Indianapolis, strandde Dunford in de series van de 50 en de 100 meter vrije slag, 50 en de 100 meter rugslag, 50 en de 100 meter vlinderslag en de 100 meter wisselslag. 
Op de wereldkampioenschappen zwemmen 2005 in Montreal werd de Keniaan uitgeschakeld in de series van de 50, 100 en 200 meter vrije slag, de 50 en de 100 meter rugslag en de 50 en de 100 meter vlinderslag. Op de 4x100 meter wisselslag en de 4x100 meter vrije slag strandde hij samen met zijn ploeggenoten in de series.
Tijdens de wereldkampioenschappen kortebaanzwemmen 2006 in Shanghai werd Dunford uitgeschakeld in de halve finales van de 100 meter vrije slag en de 100 meter vlinderslag en in de series van de 50 meter vrije slag, 50 meter rugslag, 50 en 200 meter vlinderslag en de 100 meter wisselslag. Samen met zijn ploeggenoten strandde hij in de series van de 4x100 meter wisselslag en de 4x100 meter vrije slag. In Melbourne nam de Keniaan deel aan de wereldkampioenschappen zwemmen 2007, op dit toernooi eindigde hij als achtste op de 100 meter vlinderslag. Op de 100 en 200 meter vrije slag en de 50 meter vlinderslag strandde hij in de series, samen met zijn landgenoten wist hij geen finaleplaats te halen op de 4x100 meter vrije slag en de 4x100 meter wisselslag.
Op de wereldkampioenschappen kortebaanzwemmen 2008 in Manchester eindigde Dunford als achtste op de 100 meter vlinderslag en werd hij uitgeschakeld in de halve finales van de 50 en 100 meter vrije slag en de 50 meter vlinderslag, op de 4x100 meter vrije slag strandden hij en zijn ploeggenoten in de series. Tijdens de Olympische Zomerspelen van 2008 in Peking eindigde de Keniaan als vijfde op de 100 meter vlinderslag en werd hij uitgeschakeld in de series van de 100 meter vrije slag.

### 2009-heden
In de Italiaanse hoofdstad Rome nam Dunford deel aan de wereldkampioenschappen zwemmen 2009, op dit toernooi eindigde hij als zesde op zowel de 50 als de 100 meter vlinderslag. Op de 100 meter vrije slag strandde hij in de series.
Tijdens de Gemenebestspelen 2010 in Delhi veroverde de Keniaan de gouden medaille op de 50 meter vlinderslag en eindigde hij als vierde op de 100 meter vlinderslag. Op de wereldkampioenschappen kortebaanzwemmen 2010 in Dubai eindigde Dunford als zevende op de 100 meter vlinderslag, daarnaast werd hij uitgeschakeld in de series van de 100 meter vrije slag en de 50 meter vlinderslag.
In Shanghai nam de Keniaan deel aan de wereldkampioenschappen zwemmen 2011, op dit toernooi eindigde hij als vierde op de 100 meter vlinderslag en als zevende op de 50 meter vlinderslag.
Tijdens de Olympische Zomerspelen van 2012 in Londen strandde Dunford in de halve finales van de 100 meter vlinderslag. Op de wereldkampioenschappen kortebaanzwemmen 2012 in Istanboel werd de Keniaan uitgeschakeld in de halve finales van zowel de 50 als de 100 meter vlinderslag, op de 100 meter vrije slag en de 100 meter wisselslag strandde hij in de series.

## Internationale toernooien
| Jaar | Olympische Spelen                       | WK langebaan | WK kortebaan | Gemenebestspelen                      |
| ---- | --------------------------------------- | --- | --- | ------------------------------------- |
| 2004 | geen deelname                           | | 35e 50m vrije slag 30e 100m vrije slag 23e 50m rugslag 25e 100m rugslag 40e 50m vlinderslag 36e 100m vlinderslag 39e 100m wisselslag                                                 |                                       |
| 2005 |                                         | 41e 50m vrije slag 57e 100m vrije slag 64e 200m vrije slag 30e 50m rugslag 46e 100m rugslag 57e 50m vlinderslag 48e 100m vlinderslag 20e 4x100m vrije slag 18e 4x100m wisselslag | |                                       |
| 2006 |                                         | | 17e 50m vrije slag 12e 100m vrije slag 26e 50m rugslag 18e 50m vlinderslag 13e 100m vlinderslag 22e 200m vlinderslag 39e 100m wisselslag 15e 4x100m vrije slag 12e 4x100m wisselslag | geen deelname                         |
| 2007 |                                         | 28e 100m vrije slag 56e 200m vrije slag 26e 50m vlinderslag 8e 100m vlinderslag 20e 4x100m vrije slag DQ 4x100m wisselslag                                                       | |                                       |
| 2008 | 24e 100m vrije slag 5e 100m vlinderslag | | 14e 50m vrije slag 13e 100m vrije slag 13e 50m vlinderslag 8e 100m vlinderslag 13e 4x100m vrije slag                                                                                 |                                       |
| 2009 |                                         | 32e 100m vrije slag 6e 50m vlinderslag 6e 100m vlinderslag | |                                       |
| 2010 |                                         | | 16e 100m vrije slag 11e 50m vlinderslag 7e 100m vlinderslag | 50m vlinderslag · 4e 100m vlinderslag |
| 2011 |                                         | 7e 50m vlinderslag 4e 100m vlinderslag | |                                       |
| 2012 | 12e 100m vlinderslag                    | | 28e 100m vrije slag 14e 50m vlinderslag 14e 100m vlinderslag 28e 100m wisselslag |                                       |

## Persoonlijke records
Bijgewerkt tot en met 18 december 2010
Kortebaan
| Afstand          | Tijd  | Datum            | Plaats     |
| ---------------- | ----- | ---------------- | ---------- |
| 50m vrije slag   | 21,92 | 10 april 2008    | Manchester |
| 100m vrije slag  | 47,49 | 18 december 2010 | Dubai      |
| 50m vlinderslag  | 22,80 | 17 december 2010 | Dubai      |
| 100m vlinderslag | 50,38 | 15 december 2010 | Dubai      |

Langebaan
| Afstand          | Tijd  | Datum        | Plaats   |
| ---------------- | ----- | ------------ | -------- |
| 50m vrije slag   | 22,68 | 10 juli 2009 | Belgrado |
| 100m vrije slag  | 48,73 | 9 juli 2009  | Belgrado |
| 50m vlinderslag  | 23,04 | 27 juli 2009 | Rome     |
| 100m vlinderslag | 50,78 | 31 juli 2009 | Rome     |